# Grande Prêmio dos Países Baixos de 1971
Resultados do Grande Prêmio dos Países Baixos de Fórmula 1 realizado em Zandvoort em 20 de junho de 1971. Quarta etapa da temporada, teve como vencedor o belga Jacky Ickx, da Ferrari.

## Classificação da prova

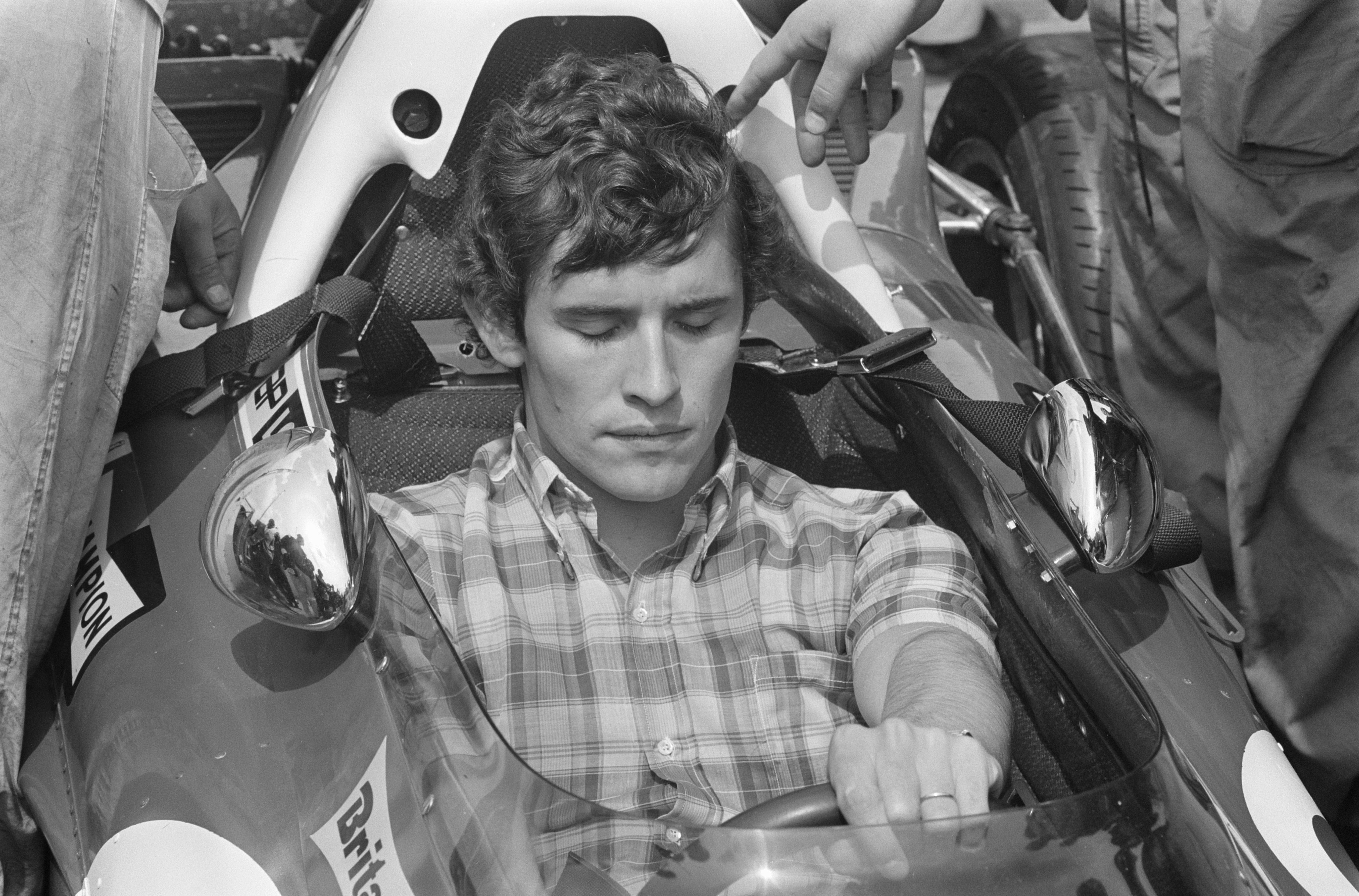
Jacky Ickx (imagem de Zandvoort em 1971) venceu, fez a pole position e também a volta mais rápida.

| Pos. | Nº | Piloto               | Construtor            | Voltas | Tempo/Diferença      | Grid | Pontos      |
| ---- | -- | -------------------- | --------------------- | ------ | -------------------- | ---- | ----------- |
| 1    | 2  | Jacky Ickx           | Ferrari               | 70     | 1:56:20.0            | 1    | 9           |
| 2    | 8  | Pedro Rodríguez      | BRM                   | 70     | +7.99                | 2    | 6           |
| 3    | 3  | Clay Regazzoni       | Ferrari               | 69     | + 1 volta            | 4    | 4           |
| 4    | 16 | Ronnie Peterson      | March-Ford            | 68     | + 2 voltas           | 13   | 3           |
| 5    | 23 | John Surtees         | Surtees-Ford          | 68     | + 2 voltas           | 7    | 2           |
| 6    | 9  | Jo Siffert           | BRM                   | 68     | + 2 voltas           | 8    | 1           |
| 7    | 10 | Howden Ganley        | BRM                   | 66     | + 4 voltas           | 9    |             |
| 8    | 30 | Gijs Van Lennep      | Surtees-Ford          | 65     | + 5 voltas           | 21   |             |
| 9    | 21 | Jean-Pierre Beltoise | Matra                 | 65     | + 5 voltas           | 11   |             |
| 10   | 24 | Graham Hill          | Brabham-Ford          | 65     | + 5 voltas           | 16   |             |
| 11   | 5  | Jackie Stewart       | Tyrrell-Ford          | 65     | + 5 voltas           | 3    |             |
| 12   | 26 | Denny Hulme          | McLaren-Ford          | 63     | + 7 voltas           | 14   |             |
| NC   | 31 | Henri Pescarolo      | March-Ford            | 62     | Não classificado     | 15   |             |
| NC   | 22 | Skip Barber          | March-Ford            | 60     | Não classificado     | 24   |             |
| NC   | 28 | Peter Gethin         | McLaren-Ford          | 60     | Não classificado     | 23   |             |
| Ret  | 19 | Alex Soler-Roig      | March-Ford            | 57     | Motor                | 17   |             |
| Ret  | 25 | Tim Schenken         | Brabham-Ford          | 39     | Suspensão            | 19   |             |
| Ret  | 6  | François Cevert      | Tyrrell-Ford          | 29     | Acidente             | 12   |             |
| DSQ  | 29 | Rolf Stommelen       | Surtees-Ford          | 19     | Desclassificado      | 18   |             |
| DSQ  | 14 | Reine Wisell         | Lotus-Ford            | 17     | Desclassificado      | 4    |             |
| Ret  | 18 | Nanni Galli          | March-Alfa Romeo      | 7      | Acidente             | 20   |             |
| Ret  | 4  | Mario Andretti       | Ferrari               | 5      | Bomba de combustível | 16   |             |
| Ret  | 15 | Dave Walker          | Lotus-Pratt & Whitney | 5      | Acidente             | 22   |             |
| Ret  | 20 | Chris Amon           | Matra                 | 2      | Spun off             | 5    |             |
| DNS  | 12 | Dave Charlton        | Lotus-Ford            |        | Não largou           |      | [ 2 ] [ 3 ] |

## Tabela do campeonato após a corrida
|   | Pos. | Piloto          | Pontos |
| - | ---- | --------------- | ------ |
|   | 1    | Jackie Stewart  | 24     |
|   | 2    | Jacky Ickx      | 19     |
|   | 3    | Mario Andretti  | 9      |
| 4 | 4    | Pedro Rodríguez | 9      |
| 1 | 5    | Ronnie Peterson | 9      |

|   | Pos. | Construtor   | Pontos |
| - | ---- | ------------ | ------ |
| 1 | 1    | Ferrari      | 28     |
| 1 | 2    | Tyrrell-Ford | 24     |
| 4 | 3    | BRM          | 9      |
| 1 | 4    | March-Ford   | 9      |
| 1 | 5    | Matra        | 6      |

- Nota: Somente as primeiras cinco posições estão listadas. Em 1971 os pilotos computariam cinco resultados nas seis primeiras corridas do ano e quatro nas últimas cinco. Neste ponto esclarecemos: na tabela dos construtores figurava somente o melhor colocado dentre os carros de um time.